# Pycnocentrodes aeris
Pycnocentrodes aeris är en nattsländeart som beskrevs av Keith A.J. Wise 1958. Pycnocentrodes aeris ingår i släktet Pycnocentrodes och familjen Conoesucidae. Inga underarter finns listade i Catalogue of Life.